# Zuidwolde (Groningen)
Zuidwolde (Gronings: Zuudwòl) is een dorp in de gemeente Het Hogeland in de provincie Groningen in Nederland. De plaats telde in 2023 inclusief de verspreide huizen eromheen 1.165 inwoners. Zuidwolde ligt nagenoeg tegen de bebouwing van de stad Groningen (met name de wijk Beijum) aan. Ten noorden van het dorp ligt Noordwolde, dat echter een stuk kleiner is. De groei van Zuidwolde is met name te danken aan zijn ligging (anders dan Noordwolde) aan het Boterdiep.
Tussen beide dorpen door loopt de Eemshavenweg.
Door zijn ligging vlak bij de stad, wordt het veel bezocht door wandelaars en fietsers. De ligging van het dorpscafé Moeke Vaatstra met tuin naast de in 2002 gerestaureerde Kerk van Zuidwolde aan het Boterdiep werkt mee aan het feit dat hier veel wordt gepauzeerd. In het dorp staat bij de voormalige bibliotheek het kunstwerk Boek(druk)kunst van Hugo Hol.

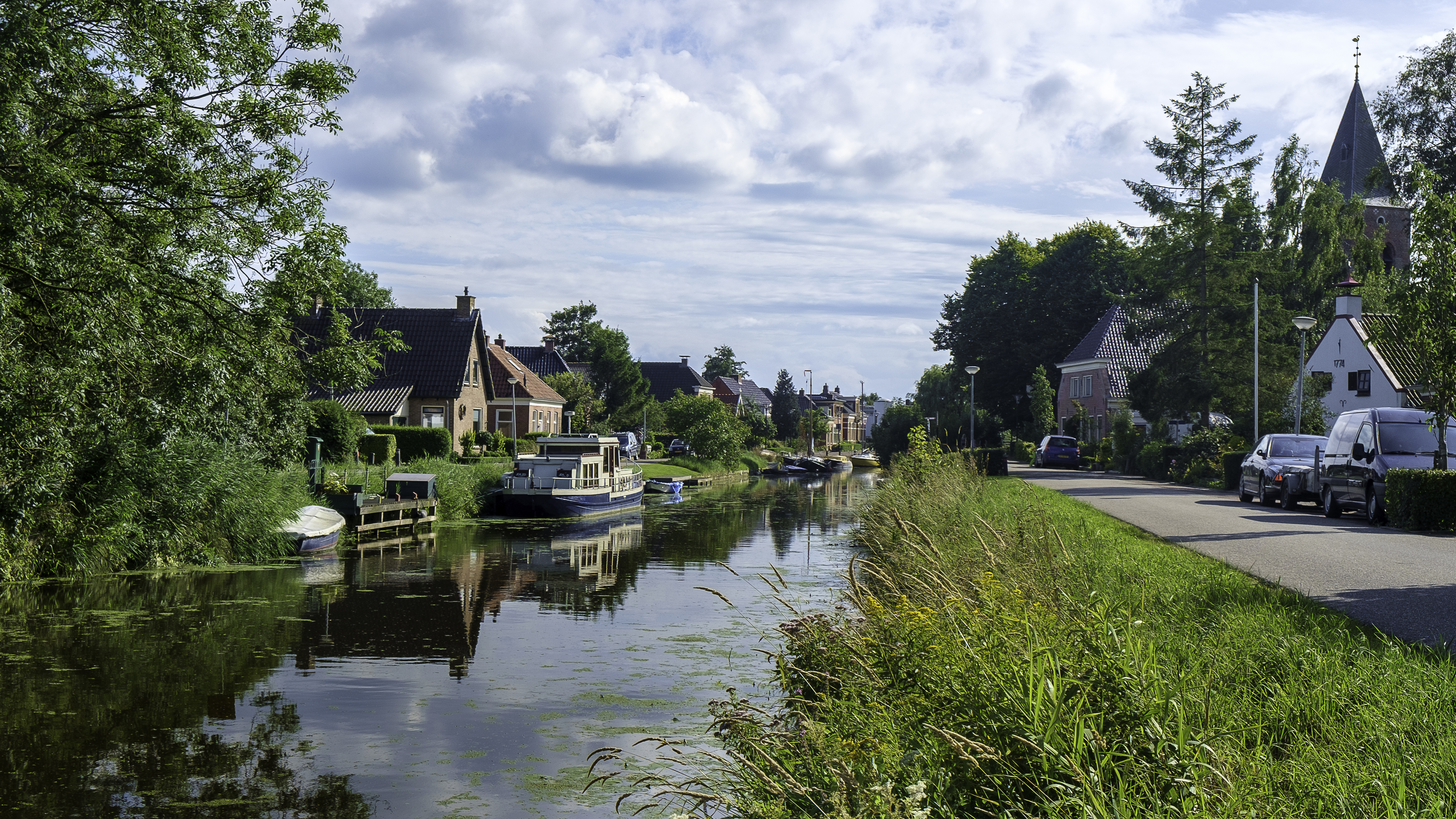
Zuidwolde met het Boterdiep naar het zuidwesten gezien
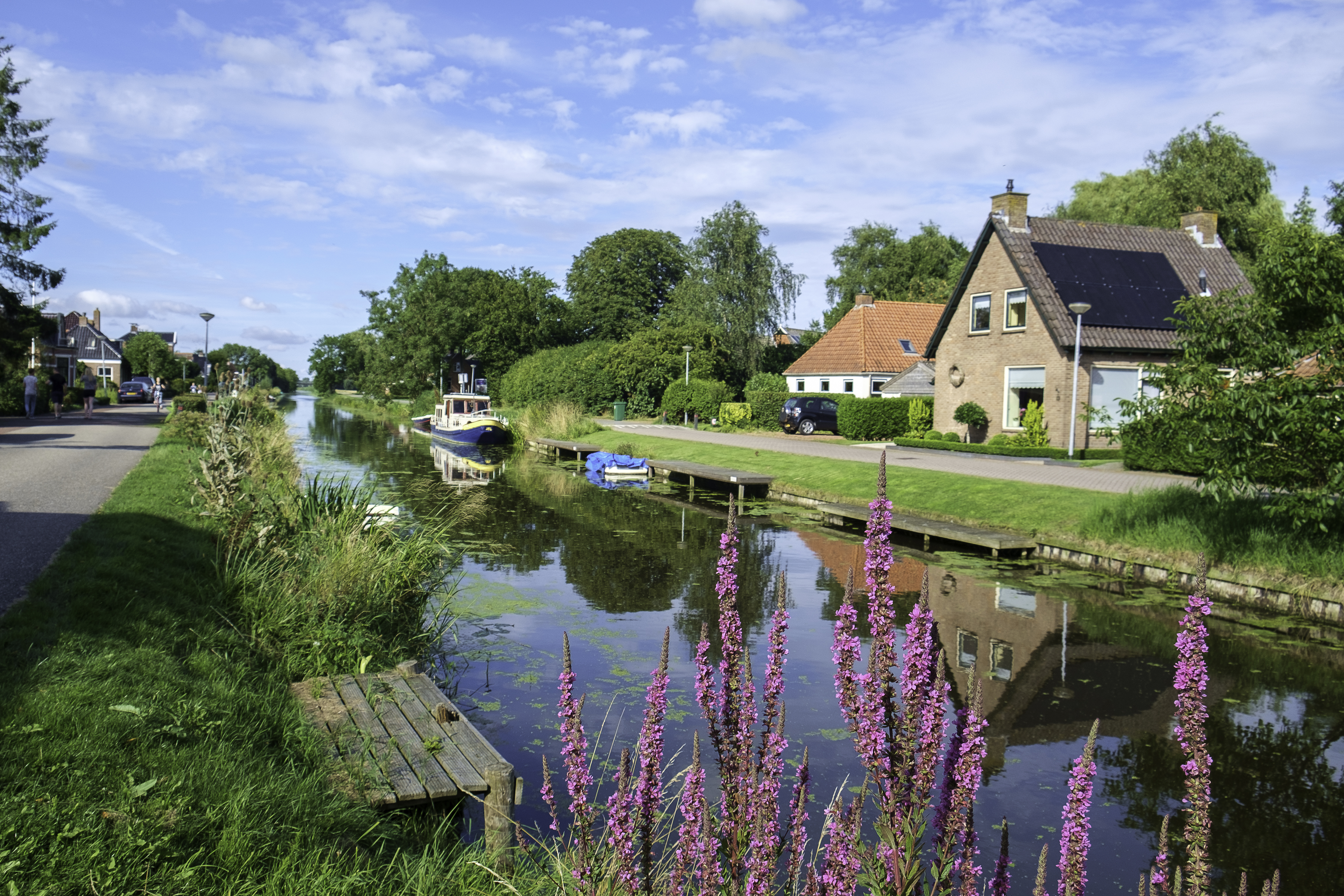
Boterdiep naar het noordoosten
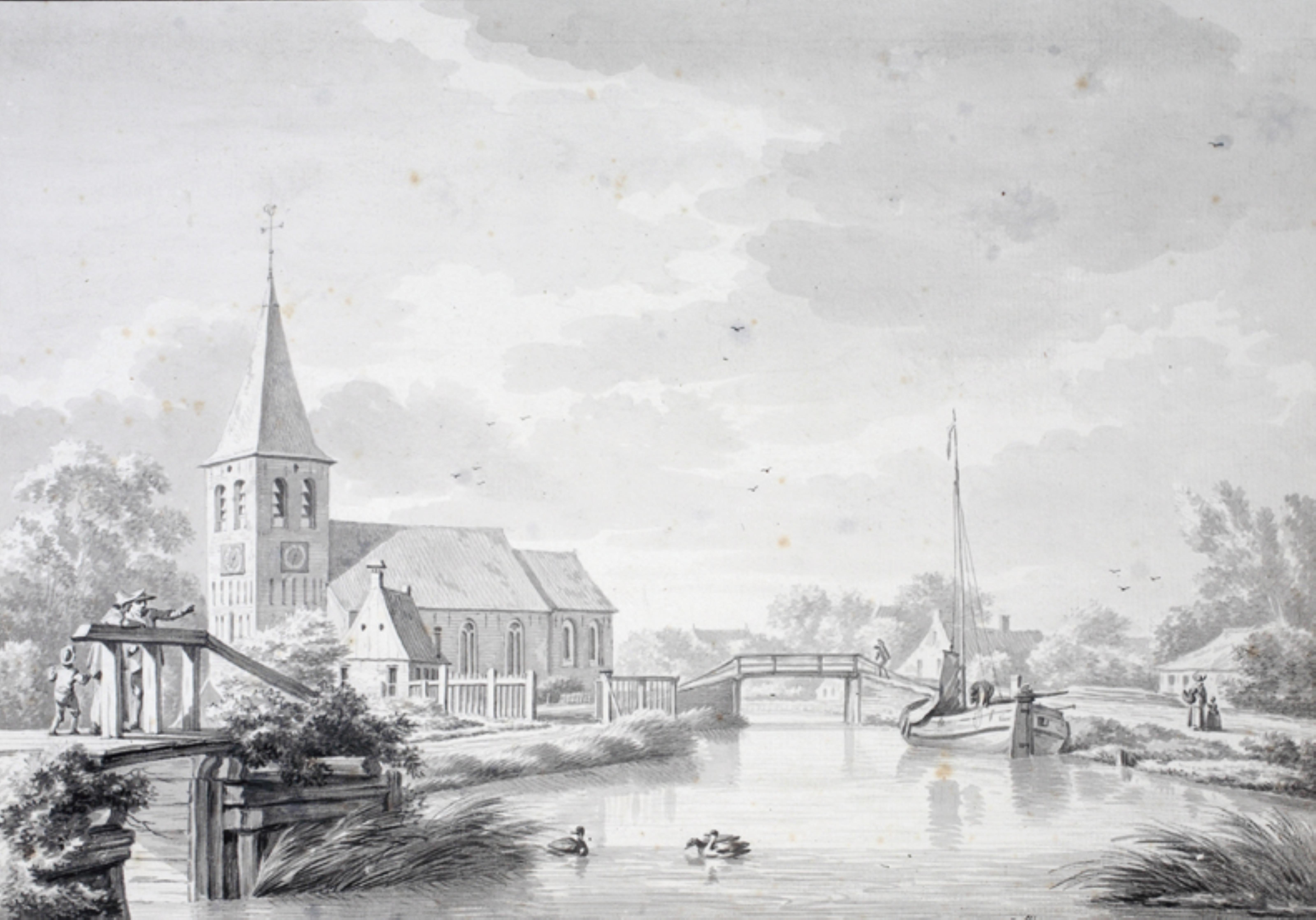
Gezicht op Zuidwolde in 1773 door Jan Bulthuis met links op de achtergrond de kerk van Zuidwolde voor de inkorting van 1854
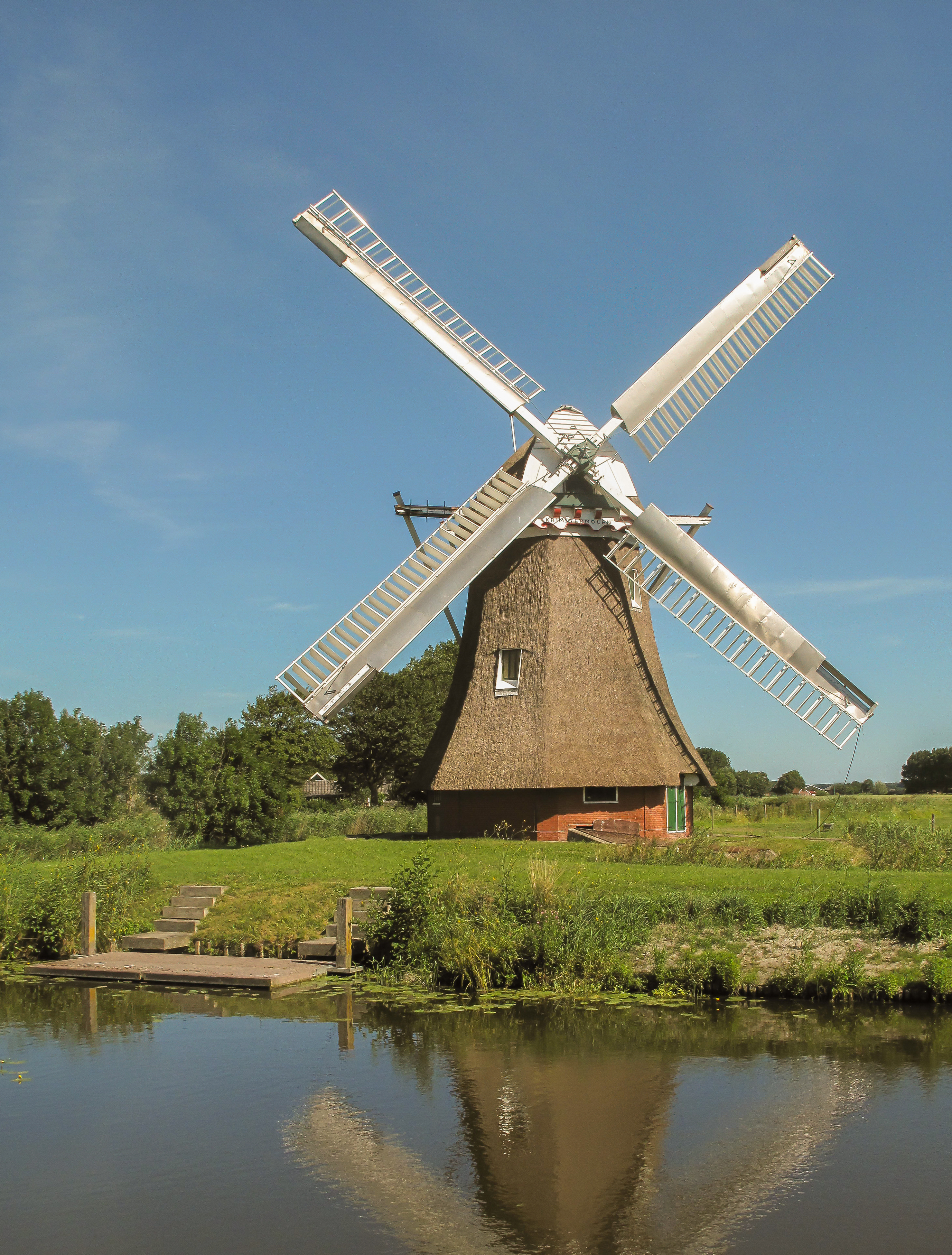
de Krimstermolen
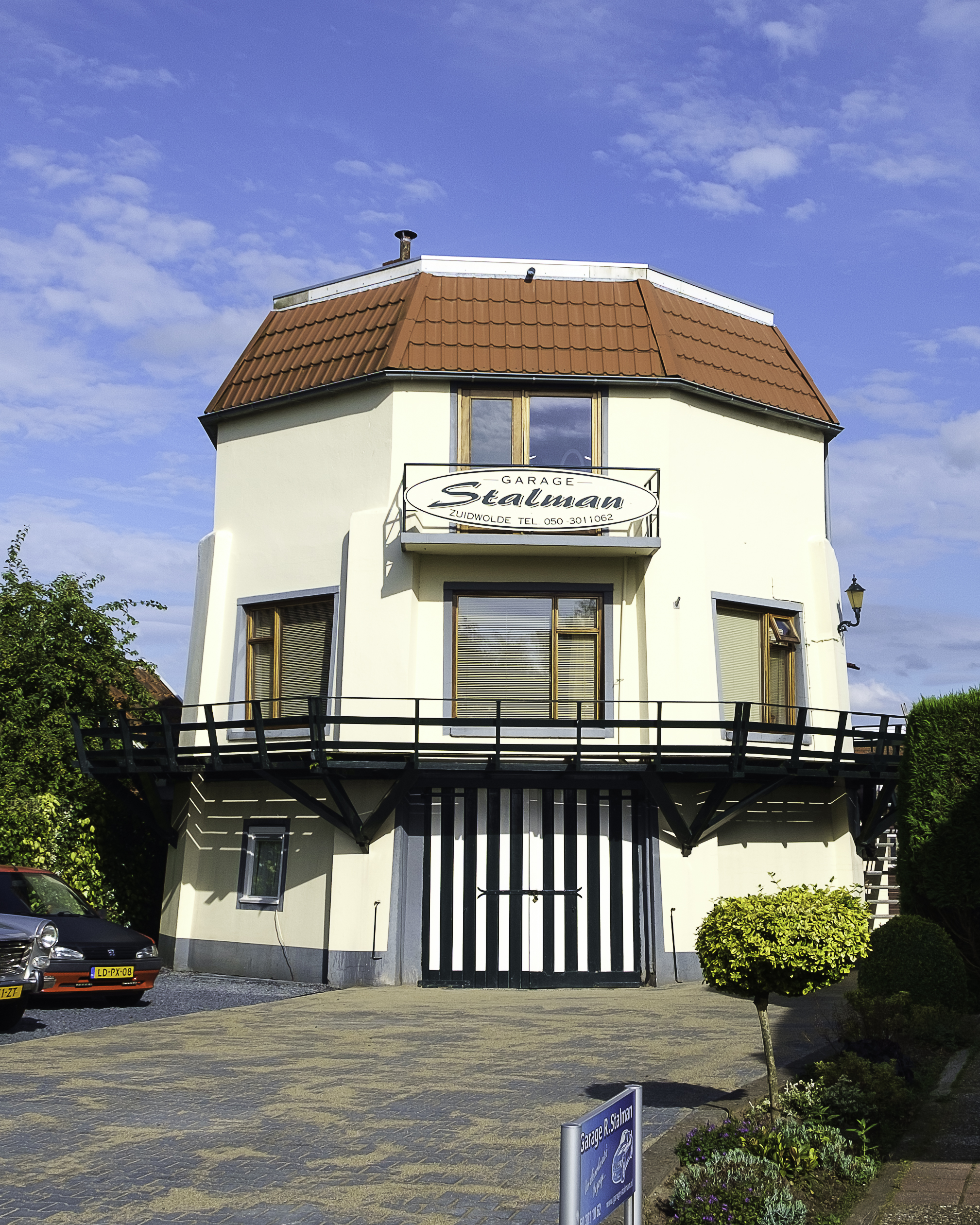
Voormalige pel- en korenmolen aan het Boterdiep
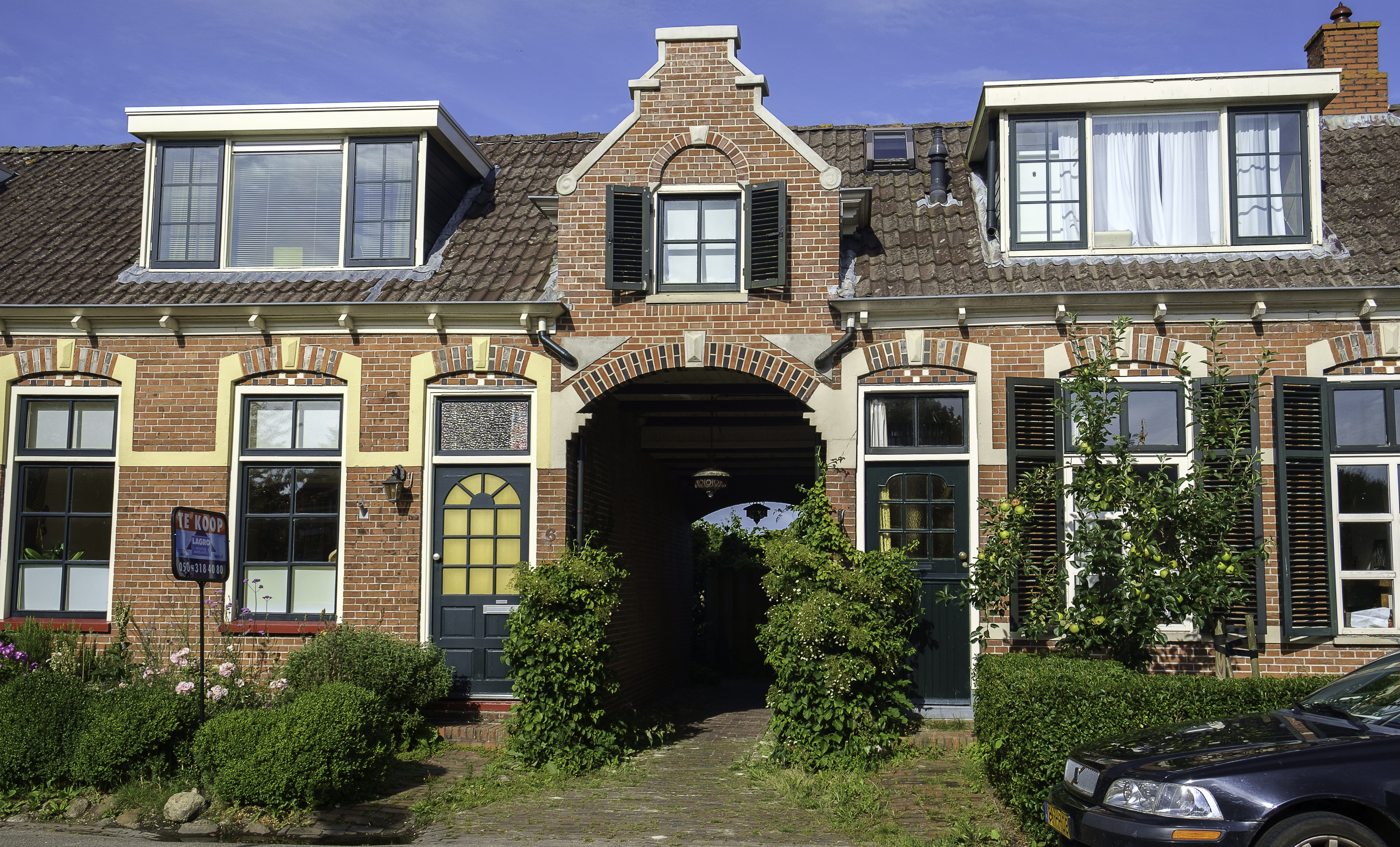
Centrale poort van de 'zeven huisjes' aan de Beijumerweg

## Molens
In de omgeving van Zuidwolde zijn drie poldermolens bewaard gebleven, 't Witte Lam (kleinste poldermolen van de provincie Groningen), de Koningslaagte en de Krimstermolen (grootste poldermolen van de provincie Groningen).

## Geboren in Zuidwolde
- Laurens ten Dam (1980), wielrenner
- Leo Pieter Stoel (1962), politicus